# もういちど愛して
『もういちど愛して』（Doucement les basses）は、1971年のフランスの映画。出演はアラン・ドロンやナタリー・ドロンなど。
フランスでは初公開時、1,009,536人の観客動員を記録した。

## ストーリー
妻のリタを事故で亡くしたシモンは、ブルターニュの小さな町で神父となって慎ましい生活を送っていた。
ある日、彼の前に酒場の店主であるフランシスコという男が現れ、突然「あなたの妻と結婚した」と言い出す。シモンは仰天するが、実はリタは死んでおらず、事故に見せかけてシモンの前から姿を消していたのだった。

## キャスト
| 役名                 | 俳優                   | 日本語吹替                     |
| 役名                 | 俳優                   | NET版                          |
| -------------------- | ---------------------- | ------------------------------ |
| シモン・メデュー神父 | アラン・ドロン         | 野沢那智                       |
| 司教                 | ポール・ムーリス       | 中村正                         |
| リタ                 | ナタリー・ドロン       | 平井道子                       |
| 助手                 | ポール・ブレボワ       |                                |
| ミッキー             | アンドレ・ボレ         | 相模太郎                       |
| フランシスコ         | ジュリアン・ギオマール | 大塚周夫                       |
| 准将                 | セルジュ・ダウリ       |                                |
| 憲兵                 | カルロ・ネル           |                                |
| 司教総代理           | フィリップ・カステリ   |                                |
| 終身助祭             | ジョルジュ・アス       |                                |
| 運転手               | マーク・コービー       |                                |
| 不明 その他          | N/A                    | 増岡弘 峰恵研 徳丸完           |
| 日本語版スタッフ     |                        |                                |
| 演出                 | 演出                   | 山田悦司                       |
| 翻訳                 | 翻訳                   | 進藤光太                       |
| 効果                 |                        |                                |
| 調整                 |                        |                                |
| 制作                 | 制作                   | ニュージャパンフィルム         |
| 解説                 | 解説                   | 児玉清                         |
| 初回放送             | 初回放送               | 1976年2月21日 『土曜映画劇場』 |